# Dents
Dents er en britisk virksomhed, der producerer luksusvarer som læderhandsker, håndtakser og mindre lædervarer som tegnebøger og bælter. Dents er kendt for deres syteknik, syning og tilpasning, som stadig praktiseres på udvalgte topprodukter, mens de fleste andre produkter købes fra andre fabrikanter.

## History
Dents blev etableret i Worcester i 1777 af John Dent (1751-1811) som en fabrikant af fine læderhandsker. Det er muligvis Storbritanniens ældste modefabrikant. Dents sønner, John and William, hjalp virksomheden med at blive større i 1700- og 1800-tallet. I 1845 blev mekanisk syning introduceret i firmaet for at assistere syerskerne.
I 1847 blev virksomheden til Dent, Allcroft & Co. da John Derby Allcroft drev den. Under Allcroft blev  varerne firedoblet til over 12.000.000 par i 1884, og Dents blev verdens fornemste handskemager.
I dag eksporterer Dents til Europa, Nordamerika, Asien og Australien, og deres sortiment inkluderer i dag også bælter, håndtasker, hatte, saraper og andre mindre lædervarer.

## Produkter
Mønstrene som bruges i dag dateres til 1839. Alle Dents Heritage-handsker er håndlavet i England, og hver eneste handske bliver skåret i hånden. Dents Heritage-handsker fremstilles af skind fra navlesvin, nordamerikansk hjorteskind og etiopisk fåreskind.

## Kunder
Dents er kendt for at producere læderhandsker til den britiske kongefamilies medlemmer, som til Georg 6. og Elizabeth 2.'s kroningsceremonier. Andre notable kunder har talt Lord Nelson og dronning Victoria.
Dents har også produceret handsker til adskillige film: uforede sorte handsker, som Daniel Craig bar i James Bond i filmen Skyfall fra 2012, sorte handsker som Michael Keaton brugte i rollen som Batman i filmen af samme navn fra 1989, samt lilla ruskindshandsker som Jack Nicholson bar i rollen som Jokeren i samme film.